# 阮玉以嬉
玉山公主阮玉以嬉（越南语：／；？年—1918年以前），又名阮玉喜喜（越南语：／），越南阮朝同慶帝次女，生母婕妤胡氏。

## 生平
同慶年間，阮玉以嬉在順化皇城出生。成泰十五年（1903年）十一月，以嬉下嫁義安伯阮有𧩡次子阮有諓，後去世。啟定三年（1918年）四月，啟定帝追封以嬉為玉山公主，諡莊雅。